# Sonnenlerche

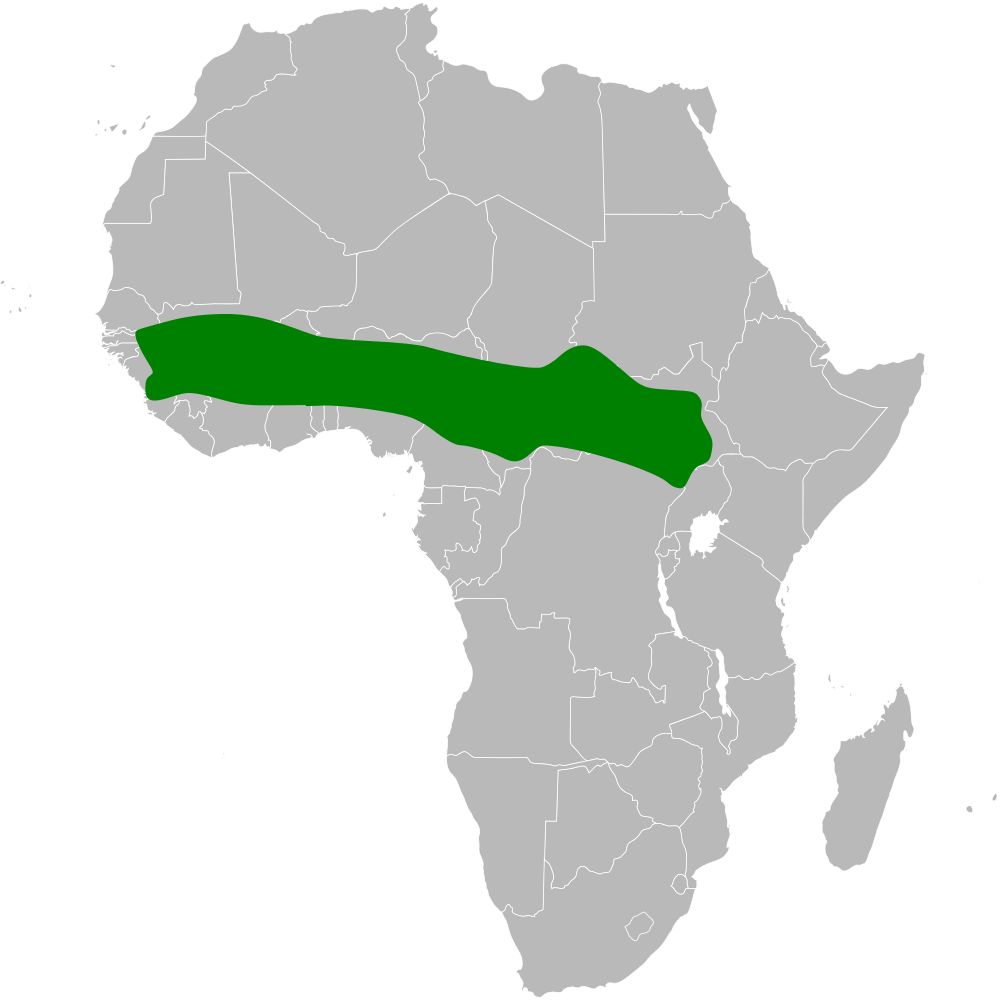
Verbreitungsgebiet der Sonnenlerche

Die Sonnenlerche (Galerida modesta) ist eine Art aus der Familie der Lerchen. Ihr Verbreitungsgebiet liegt in Afrika. Sie ähnelt in ihrem Habitus einer Haubenlerche, ist jedoch etwas kleiner.
Die Bestandssituation der Sonnenlerche wird von der IUCN mit ungefährdet (least concern) eingestuft.

## Merkmale
Die Sonnenlerche erreicht eine Körperlänge von etwa 12,5 bis 15 Zentimetern, wovon 4,2 bis 5 Zentimeter auf den Schwanz entfallen. Die Schnabellänge beträgt vom Schädel aus gemessen 1,15 bis 1,35 Zentimeter. Sie wiegt etwa 21 Gramm. Es besteht kein auffallender Geschlechtsdimorphismus.
Die Sonnenlerche ist auf der Körperoberseite sandfarben bis dunkelrötlich und weist eine kräftige schwarzbraune Zeichnung auf. Der Überaugenstreif ist weißlich bis sandfarben. Die Wangen und Ohrdecken sind gelbbräunlich. Die Körperunterseite ist gelbbräunlich, die Brust hat dabei einen leichten Rotton und ist kräftig schwarzbraun gestrichelt. Die Arm- und Handschwingen sind dunkelbraun mit rötlichen Säumen. Der Schwanz ist schwärzlich braun mit hell rötlichen Außenfahnen.

## Verwechselungsmöglichkeiten
Im Verbreitungsgebiet der Sonnenlerche kommt auch die Baumklapperlerche vor, deren einzelne Unterarten im Gefieder sehr variieren. Die Sonnenlerche unterscheidet sich von der Baumklapperlerche durch die weniger rötliche Körperunterseite.

## Verbreitungsgebiet und Lebensraum
Die Sonnenlerche kommt in einem breiten Band zwischen dem 8° und 15° n. Br. vor. Ihr Verbreitungsgebiet umfasst den Senegal, Guinea, Mali, Sierra Leone, die Elfenbeinküste, Ghana, Burkina Faso, Togo, Niger, Nigeria, Kamerun, den Tschad, die Zentralafrikanische Republik, den Süden des Sudans, den Norden der DR Kongo und den äußersten Nordwesten von Uganda. Sie ist grundsätzlich ein Standvogel, einige Populationen streifen jedoch weit umher.
Der Lebensraum der Sonnenlerche sind steinige Areale in Halbwüsten und offenen Savannen. Sie ist gelegentlich auch auf kultiviertem Gelände wie beispielsweise Flugplätzen oder Straßen zu beobachten.

## Lebensweise
Die Nahrung der Sonnenlerche besteht vorwiegend aus Sämereien. Die Sonnenlerche kommt außerhalb der Brutzeit in kleinen Trupps von drei bis sechs Individuen vor. Während der Brutzeit besetzt die Sonnenlerche dagegen ein Revier und ist dann nur einzeln oder paarweise zu beobachten.
Der Gesang wird vom Boden oder während des Singfluges vorgetragen. Als Ansitzwarte während des Bodengesanges wählt die Sonnenlerche typischerweise einen Ameisenhügel oder Felsvorsprünge. Der Bodengesang ist schnell und melodiearm, währt eine bis zwei Sekunden und wird nach wenigen Sekunden wiederholt. Der im Singflug vorgetragene Gesang dagegen besteht aus melodischen, knarrenden und quietschenden Lauten. Die Sonnenlerche imitiert in ihrem Gesang die Stimmen anderer Singvogelarten. So ahmt sie beispielsweise den Gesang des Graubülbüls und der Rötelschwalbe nach.
Die Sonnenlerche ist wie alle Lerchenarten ein Bodenbrüter. Sie errichtet ein typisches Lerchennest im Schutz von Grasbüscheln oder Steinen. Das Nest wird mit Gräsern und Wurzeln ausgelegt. Das Gelege umfasst bis zu vier Eier.

## Unterarten
Es sind vier Unterarten bekannt:
- Galerida modesta modesta Heuglin, 1864 kommt von Burkina Faso und dem Norden Ghanas östlich bis in den Süden des Sudans vor.
- Galerida modesta nigrita (Grote, 1920) ist im Senegal, Gambia, Guinea, Sierra Leone und dem Süden Malis verbreitet.
- Galerida modesta struempelli (Reichenow, 1910) kommt in Kamerun vor.
- Galerida modesta bucolica (Hartlaub, 1887)	ist im Südosten der Zentralafrikanischen Republik, dem Nordosten der Demokratischen Republik Kongo und dem extremen Nordwesten Ugandas verbreitet.

## Einzelbelege
1. ↑  Pätzold: Kompendium der Lerchen. S. 332.
2. 1 2  Pätzold: Kompendium der Lerchen. S. 333.
3. 1 2  Pätzold: Kompendium der Lerchen. S. 334.
4. ↑  IOC World Bird List Nicators, reedling, larks